# Bilan par saison du Stade toulousain
 (avril 2013).
Cette page présente le bilan saison par saison du Stade toulousain depuis sa création en 1907.
Le club a toujours joué dans l'élite du championnat de France. En 1931 et 1932, il fait partie des clubs dissidents qui participent au tournoi de l'Union française de rugby amateur (UFRA), et ne dispute donc pas le championnat officiel de la Fédération.

## Tableau récapitulatif
- Championnat : dénomination du championnat de France de 1re division
- Play Off : niveau atteint dans les phases finales
- Classement : classement obtenu à l'issue de la phase qualificative
- M.J. : nombre de matchs joués pendant la phase qualificative
- Pts. : points obtenus pendant la phase qualificative
- Vic. : nombre de matchs gagnés pendant la phase qualificative
- Nuls : nombre de matchs nuls pendant cette même phase
- Déf. : nombre de matchs perdus pendant cette même phase
- P.M. : total des points marqués pendant ces matchs
- P.E. : total des points encaissés pendant ces matchs
- Bonus : total des points de bonus (à partir de 2004-2005)

### 1907 - 1919
| Saison  | Championnat          | Play Off                          | Classement                                       | M.J. | Pts. | Vic. | Nuls | Déf. | P.M.  | P.E. |
| 1907-08 | 1re série            | Demi-finaliste                    | Champion régional                                | -    | -    | -    | -    | -    | -     | -    |
| 1908-09 | 1re série            | Finaliste                         | Champion régional                                | -    | -    | -    | -    | -    | -     | -    |
| 1909-10 | 1re série            | Non qualifié                      | Vice-champion régional                           | -    | -    | -    | -    | -    | -     | -    |
| 1910-11 | 1re série            | Non qualifié                      | Vice-champion régional                           | -    | -    | -    | -    | -    | -     | -    |
| 1911-12 | 1re série            | Vainqueur                         | Champion régional                                | -    | -    | -    | -    | -    | -     | -    |
| 1912-13 | 1re série            | Quart de finaliste                | Champion régional                                | -    | -    | -    | -    | -    | -     | -    |
| 1913-14 | 1re série            | Poule de demi-finale (Barragiste) | Phase éliminatoire 1er ex æquo poule demi-finale | 1 3  | - ?  | 1 2  | 0    | 0 1  | 14 24 | 0 21 |
| 1914-15 | Non disputé (1er GM) | -                                 | -                                                | -    | -    | -    | -    | -    | -     | -    |
| 1915-16 | Non disputé (1er GM) | -                                 | -                                                | -    | -    | -    | -    | -    | -     | -    |
| 1916-17 | Non disputé (1er GM) | -                                 | -                                                | -    | -    | -    | -    | -    | -     | -    |
| 1917-18 | Non disputé (1er GM) | -                                 | -                                                | -    | -    | -    | -    | -    | -     | -    |
| 1918-19 | Non disputé (1er GM) | -                                 | -                                                | -    | -    | -    | -    | -    | -     | -    |

### 1919 - 1929
| Saison  | Championnat | Play Off                    | Classement                                          | M.J. | Pts. | Vic. | Nuls | Déf. | P.M.  | P.E. |
| 1919-20 | 1re série   | Poule de demi-finale        | Phase éliminatoire 2e de la poule B de demi-finale  | 2    | - ?  | 2 0  | 0 1  | 0 1  | 29 10 | 0 11 |
| 1920-21 | 1re série   | Finaliste                   | Phase éliminatoire 1er de la poule A de demi-finale | 2    | - ?  | 2    | 0    | 0    | 18 27 | 0 8  |
| 1921-22 | 1re série   | Vainqueur                   | 1er de la poule B 1er de la poule B (phase 2)       | 2 4  | 6 12 | 2 4  | 0    | 0    | 38 31 | 0    |
| 1922-23 | 1re série   | Vainqueur                   | 1er de la poule A 1er de la poule A (phase 2)       | 4 2  | 11 6 | 3 2  | 1 0  | 0    | 63 21 | 3 0  |
| 1923-24 | 1re série   | Vainqueur                   | 1er de la poule A 1er de la poule A (phase 2)       | 4 2  | ?    | 3 2  | 1 0  | 0    | 49 26 | 6 3  |
| 1924-25 | Excellence  | Demi-finaliste              | 1er de la poule A 1er de la poule A (phase 2)       | 4 2  | 11 6 | 3 2  | 1 0  | 0    | 17 21 | 6    |
| 1925-26 | Excellence  | Vainqueur                   | 1er de la poule D 1er de la poule D (phase 2)       | 2    | 6    | 2    | 0    | 0    | 77 21 | 5 14 |
| 1926-27 | Excellence  | Vainqueur                   | 1er de la poule F 1er ex æquo poule A (phase 2)     | 4 3  | 12 8 | 4 2  | 0 1  | 0    | 92 19 | 12 5 |
| 1927-28 | Excellence  | Demi-finaliste              | 1er de la poule A 1er de la poule A (phase 2)       | 4 3  | 12 8 | 4 2  | 0 1  | 0    | 52 25 | 11 6 |
| 1928-29 | Excellence  | Deuxième phase (Barragiste) | 1er de la poule C 1er ex æquo poule A (phase 2)     | 4 2  | ?    | 4 1  | 0 1  | 0    | 66 25 | 9 3  |

### 1929 - 1939
| Saison  | Championnat | Play Off              | Classement                                 | M.J. | Pts. | Vic. | Nuls | Déf. | P.M.  | P.E.  | Challenge Du Manoir |
| 1929-30 | Excellence  | Deuxième phase        | Poule H Poule ? (phase 2)                  | 4 2  | ?    | 2 0  | 1    | 1    | 31 14 | 12 20 | -                   |
| 1930-31 | UFRA        | Pas de play-off       | Vainqueur                                  | 22   | ?    | 15   | 3    | 4    | 368   | 123   | -                   |
| 1931-32 | UFRA        | Pas de play-off       | Vainqueur                                  | 13   | ?    | 10   | 2    | 1    | 199   | 77    | -                   |
| 1932-33 | Excellence  | Non qualifié          | Poule D                                    | 8    | ?    | 5    | 2    | 1    | 71    | 22    | -                   |
| 1933-34 | Excellence  | Deuxième phase        | ?e de la poule ? e de la poule ? (phase 2) | 8 2  | ?    | 6 1  | 1 0  | 1    | 59 17 | 17 9  | Vainqueur           |
| 1934-35 | Excellence  | Huitième de finaliste | ?e de la poule ?                           | 6    | ?    | 5    | 1    | 0    | 38    | 7     | Éliminé en poule    |
| 1935-36 | Excellence  | Huitième de finaliste | ?e de la poule ?                           | 6    | ?    | 4    | 0    | 2    | 65    | 23    | Éliminé en poule    |
| 1936-37 | Excellence  | Huitième de finaliste | ?e de la poule ?                           | 4    | ?    | 2    | 1    | 1    | 26    | 16    | Éliminé en poule    |
| 1937-38 | Excellence  | Huitième de finaliste | ?e de la poule ?                           | 4    | ?    | 2    | 1    | 1    | 31    | 12    | Éliminé en poule    |
| 1938-39 | Excellence  | Non qualifié          | ?e de la poule ?                           | 6    | ?    | 4    | 0    | 2    | 57    | 32    | Éliminé en poule    |

### 1939 - 1949
| Saison  | Championnat         | Play Off              | Classement                                                      | M.J.  | Pts. | Vic.  | Nuls | Déf. | P.M.   | P.E.   | Coupe nationale       |
| 1939-40 | Non disputé (2e GM) | -                     | -                                                               | -     | -    | -     | -    | -    | -      | -      | -                     |
| 1940-41 | Non disputé (2e GM) | -                     | -                                                               | -     | -    | -     | -    | -    | -      | -      | -                     |
| 1941-42 | Non disputé (2e GM) | -                     | -                                                               | -     | -    | -     | -    | -    | -      | -      | -                     |
| 1942-43 | Zone Sud            | Huitième de finaliste | ?e de la poule ?                                                | 4     | ?    | 2     | 2    | 0    | 37     | 17     | Huitième de finaliste |
| 1943-44 | Excellence          | Non qualifié          | ?e de la poule ?                                                | 7     | ?    | 2     | 1    | 4    | 45     | 57     | Huitième de finaliste |
| 1944-45 | Groupe A            | Demi-finaliste        | ?e de la poule ? e de la poule ? (phase 2)                      | 5 3   | ?    | 4 2   | 0    | 1    | 64 27  | 15 10  | Quart de finaliste    |
| 1945-46 | Groupe A            | Deuxième phase        | ?e de la poule ? e de la poule ? (phase 2)                      | 8 3   | ?    | 8 2   | 0    | 0 1  | 181 21 | 33 12  | Vainqueur             |
| 1946-47 | Groupe 1            | Vainqueur             | 1er de la poule ? 1er de la poule ? (phase 2) 1er de la poule A | 3 2 3 | ?    | 3 2 3 | 0    | 0    | 36 43  | 6 9 12 | Vainqueur             |
| 1947-48 | Fédérale            | Quart de finaliste    | ?e de la poule ? e de la poule E (phase 2)                      | 6 4   | ?    | 5 4   | 0    | 1 0  | 81 46  | 32 14  | Demi-finaliste        |
| 1948-49 | Fédérale            | Quart de finaliste    | ?e de la poule ? e de la poule H (phase 2)                      | 10 2  | ?    | 6 2   | 3 0  | 1 0  | 69 19  | 34 9   | Finaliste             |

### 1949 - 1959
| Saison  | Championnat | Play Off              | Classement                                 | M.J. | Pts. | Vic. | Nuls | Déf. | P.M.   | P.E. | Challenge Du Manoir | Coupe nationale    |
| 1949-50 | Fédérale    | Seizième de finaliste | ?e de la poule ?                           | 10   | ?    | 6    | 1    | 3    | 63     | 52   | -                   | Quart de finaliste |
| 1950-51 | Fédérale    | Deuxième phase        | ?e de la poule ? e de la poule B (phase 2) | 14 2 | ?    | 11 1 | 1 0  | 2 1  | 141 14 | 35 3 | -                   | Quart de finaliste |
| 1951-52 | Fédérale    | Huitième de finaliste | ?e de la poule D                           | 10   | ?    | 7    | 0    | 3    | 109    | 73   | -                   | -                  |
| 1952-53 | Fédérale    | Quart de finaliste    | ?e de la poule D                           | 14   | ?    | 11   | 2    | 1    | 131    | 22   | -                   | -                  |
| 1953-54 | Fédérale    | Huitième de finaliste | ?e de la poule E                           | 10   | ?    | 6    | 0    | 4    | 94     | 54   | Éliminé en poule    | -                  |
| 1954-55 | Nationale   | Seizième de finaliste | ?e de la poule B                           | 14   | ?    | 7    | 1    | 6    | 88     | 80   | Éliminé en poule    | -                  |
| 1955-56 | Nationale   | Huitième de finaliste | ?e de la poule B                           | 14   | ?    | 11   | 0    | 3    | 138    | 55   | Demi-finaliste      | -                  |
| 1956-57 | Nationale   | Demi-finaliste        | ?e de la poule C                           | 14   | ?    | 5    | 2    | 7    | 110    | 77   | Éliminé en poule    | -                  |
| 1957-58 | Nationale   | Huitième de finaliste | ?e de la poule D                           | 14   | ?    | 9    | 2    | 3    | 137    | 81   | Éliminé en poule    | -                  |
| 1958-59 | Nationale   | Seizième de finaliste | ?e de la poule B                           | 14   | ?    | 10   | 0    | 4    | 140    | 91   | Demi-finaliste      | -                  |

### 1959 - 1969
| Saison  | Championnat | Play Off              | Classement       | M.J. | Pts. | Vic. | Nuls | Déf. | P.M. | P.E. | Challenge Du Manoir |
| 1959-60 | Nationale   | Seizième de finaliste | ?e de la poule E | 14   | ?    | 5    | 3    | 6    | 111  | 156  | Éliminé en poule    |
| 1960-61 | Nationale   | Seizième de finaliste | ?e du groupe 2   | 14   | ?    | 10   | 0    | 4    | 132  | 88   | Éliminé en poule    |
| 1961-62 | Nationale   | Non qualifié          | ?e du groupe 4   | 14   | ?    | 4    | 2    | 8    | 64   | 150  | Éliminé en poule    |
| 1962-63 | Nationale   | Seizième de finaliste | ?e du groupe 3   | 14   | ?    | 5    | 4    | 5    | 98   | 85   | Éliminé en poule    |
| 1963-64 | Nationale   | Non qualifié          | ?e du groupe 6   | 12   | ?    | 4    | 1    | 7    | 107  | 95   | Éliminé en poule    |
| 1964-65 | Nationale   | Seizième de finaliste | ?e du groupe 4   | 14   | ?    | 8    | 1    | 5    | 108  | 91   | Éliminé en poule    |
| 1965-66 | Nationale   | Non qualifié          | ?e du groupe 1   | 14   | ?    | 5    | 1    | 8    | 92   | 132  | Éliminé en poule    |
| 1966-67 | Nationale   | Huitième de finaliste | ?e du groupe 5   | 14   | ?    | 9    | 1    | 4    | 134  | 90   | Éliminé en poule    |
| 1967-68 | Nationale   | Huitième de finaliste | ?e du groupe 4   | 14   | ?    | 9    | 2    | 3    | 151  | 93   | Éliminé en poule    |
| 1968-69 | Nationale   | Finaliste             | ?e du groupe 6   | 14   | ?    | 9    | 1    | 4    | 240  | 94   | Éliminé en poule    |

### 1969 - 1979
| Saison  | Championnat | Play Off              | Classement      | M.J. | Pts. | Vic. | Nuls | Déf. | P.M. | P.E. | Challenge Du Manoir   |
| 1969-70 | Nationale   | Quart de finaliste    | 1er du groupe 2 | 14   | 39   | 12   | 1    | 1    | 219  | 102  | Quart de finaliste    |
| 1970-71 | Nationale   | Quart de finaliste    | 1er du groupe 5 | 14   | 35   | 10   | 1    | 3    | 261  | 105  | Finaliste             |
| 1971-72 | Nationale   | Huitième de finaliste | 1er du groupe 5 | 14   | 34   | 10   | 0    | 4    | 262  | 114  | Éliminé en poule      |
| 1972-73 | Nationale   | Huitième de finaliste | 3e du groupe 8  | 14   | 32   | 9    | 0    | 5    | 274  | 163  | Demi-finaliste        |
| 1973-74 | Groupe A    | Seizième de finaliste | 3e du groupe 1  | 14   | 31   | 8    | 1    | 5    | 243  | 149  | Quart de finaliste    |
| 1974-75 | Groupe A    | Seizième de finaliste | 3e du groupe 8  | 14   | 34   | 9    | 2    | 3    | 173  | 151  | Éliminé en poule      |
| 1975-76 | Groupe A    | Non qualifié          | 4e du groupe 1  | 14   | 27   | 6    | 1    | 7    | 161  | 173  | Huitième de finaliste |
| 1976-77 | Groupe A    | Huitième de finaliste | 3e du groupe 4  | 14   | 32   | 9    | 0    | 5    | 177  | 165  | Éliminé en poule      |
| 1977-78 | Groupe A    | Demi-finaliste        | 3e du groupe 3  | 14   | 31   | 8    | 1    | 5    | 180  | 126  | Quart de finaliste    |
| 1978-79 | Groupe A    | Quart de finaliste    | 1er du groupe 3 | 18   | 42   | 11   | 2    | 5    | 300  | 228  | Huitième de finaliste |

### 1979 - 1989
| Saison  | Championnat | Play Off              | Classement      | M.J. | Pts. | Vic. | Nuls | Déf. | P.M. | P.E. | Challenge Du Manoir   | Coupe nationale    |
| 1979-80 | Groupe A    | Finaliste             | 4e du groupe 4  | 18   | 39   | 9    | 3    | 6    | 266  | 183  | Éliminé en poule      | -                  |
| 1980-81 | Groupe A    | Huitième de finaliste | 3e du groupe 2  | 18   | 41   | 11   | 1    | 6    | 229  | 191  | Quart de finaliste    | -                  |
| 1981-82 | Groupe A    | Barragiste            | 4e du groupe 4  | 18   | 38   | 9    | 2    | 7    | 252  | 187  | Huitième de finaliste | -                  |
| 1982-83 | Groupe A    | Huitième de finaliste | 4e du groupe 2  | 18   | 39   | 10   | 1    | 7    | 265  | 179  | Éliminé en poule      | -                  |
| 1983-84 | Groupe A    | Huitième de finaliste | 2e du groupe 3  | 14   | 32   | 8    | 2    | 4    | 262  | 126  | Finaliste             | Vainqueur          |
| 1984-85 | Groupe A    | Vainqueur             | 1er du groupe 1 | 18   | 47   | 14   | 1    | 3    | 437  | 159  | Demi-finaliste        | Finaliste          |
| 1985-86 | Groupe A    | Vainqueur             | 1er du groupe 1 | 18   | 46   | 14   | 0    | 4    | 401  | 151  | Demi-finaliste        | Quart de finaliste |
| 1986-87 | Groupe A    | Demi-finaliste        | 1er du groupe 1 | 18   | 45   | 13   | 1    | 4    | 484  | 242  | Huitième de finaliste | -                  |
| 1987-88 | Groupe A    | Quart de finaliste    | 2e du groupe 3  | 14   | 33   | 9    | 1    | 4    | 377  | 185  | Vainqueur             | -                  |
| 1988-89 | Groupe A    | Vainqueur             | 1er du groupe 1 | 14   | 36   | 11   | 0    | 3    | 406  | 158  | Quart de finaliste    | -                  |

### 1989 - 1999
| Saison  | Championnat | Play Off              | Classement                               | M.J. | Pts.  | Vic. | Nuls | Déf. | P.M.    | P.E.   | Coupe d'Europe     | Challenge Du Manoir   |
| 1989-90 | Groupe A    | Demi-finaliste        | 1er du groupe 4                          | 14   | 36    | 12   | 0    | 2    | 438     | 152    | -                  | Quart de finaliste    |
| 1990-91 | Groupe A    | Finaliste             | 2e du groupe 1                           | 14   | 36    | 11   | 0    | 3    | 387     | 171    | -                  | Demi-finaliste        |
| 1991-92 | Groupe A    | Huitième de finaliste | 1er du groupe 3                          | 18   | 49    | 15   | 1    | 2    | 556     | 198    | -                  | Barragiste            |
| 1992-93 | Groupe A    | Quart de finaliste    | 3e du groupe 1 2e du groupe 2 (Top 16)   | 14 6 | 32 14 | 9 4  | 0    | 5 2  | 386 119 | 253 97 | -                  | Vainqueur             |
| 1993-94 | Groupe A    | Vainqueur             | 1er du groupe 2 1er du groupe 1 (Top 16) | 14 6 | 33 15 | 9 4  | 1    | 4 1  | 511 145 | 221 87 | -                  | Quart de finaliste    |
| 1994-95 | Groupe A    | Vainqueur             | 2e du groupe 1 1er du groupe 2 (Top 16)  | 14 6 | 33 17 | 9 5  | 1    | 4 0  | 469 125 | 223 80 | -                  | Vainqueur             |
| 1995-96 | Groupe A1   | Vainqueur             | 1er du groupe 1                          | 18   | 43    | 12   | 1    | 5    | 466     | 275    | Vainqueur          | Éliminé en poule      |
| 1996-97 | Groupe A1   | Vainqueur             | 3e du groupe 1                           | 18   | 42    | 12   | 0    | 6    | 462     | 318    | Demi-finaliste     | Quart de finaliste    |
| 1997-98 | Groupe A1   | Demi-finaliste        | 1er du groupe 1                          | 18   | 46    | 14   | 0    | 4    | 561     | 348    | Demi-finaliste     | Vainqueur             |
| 1998-99 | Élite 1     | Vainqueur             | 1er du groupe 3                          | 14   | 38    | 12   | 0    | 2    | 466     | 174    | Quart de finaliste | Huitième de finaliste |

### 1999 - 2009
| Saison  | Championnat | Play Off       | Classement                             | M.J. | Pts.  | Vic. | Nuls | Déf. | P.M.    | P.E.    | Bonus | Coupe d'Europe     | Challenge Du Manoir | Coupe nationale    |
| 1999-00 | Élite 1     | Demi-finaliste | 1er du groupe 1                        | 22   | 58    | 18   | 0    | 4    | 751     | 345     | -     | Demi-finaliste     | Éliminé en poule    | -                  |
| 2000-01 | Élite 1     | Vainqueur      | 2e du groupe 2                         | 20   | 50    | 15   | 0    | 5    | 661     | 380     | -     | Éliminé en poule   | -                   | Éliminé en poule   |
| 2001-02 | Top 16      | Demi-finaliste | 2e du groupe 1 1er du groupe 2 (Top 8) | 14 6 | 34 16 | 10 5 | 0    | 4 1  | 346 198 | 272 120 | -     | Éliminé en poule   | -                   | Demi-finaliste     |
| 2002-03 | Top 16      | Finaliste      | 2e du groupe 2 2e du groupe 2 (Top 8)  | 14 6 | 37 14 | 11 4 | 1 0  | 2    | 402 218 | 236 199 | -     | Vainqueur          | -                   | Quart de finaliste |
| 2003-04 | Top 16      | Demi-finaliste | 1er du groupe 2 2e du groupe 2 (Top 8) | 14 6 | 34 14 | 10 4 | 0    | 4 2  | 371 136 | 319 133 | -     | Finaliste          | Quart de finaliste  | -                  |
| 2004-05 | Top 16      | Demi-finaliste | 4e                                     | 30   | 94    | 19   | 0    | 11   | 875     | 574     | 18    | Vainqueur          | -                   | -                  |
| 2005-06 | Top 14      | Finaliste      | 2e                                     | 26   | 88    | 19   | 0    | 7    | 713     | 427     | 12    | Quart de finaliste | -                   | -                  |
| 2006-07 | Top 14      | Demi-finaliste | 2e                                     | 26   | 86    | 18   | 2    | 6    | 643     | 424     | 10    | Éliminé en poule   | -                   | -                  |
| 2007-08 | Top 14      | Vainqueur      | 2e                                     | 26   | 91    | 19   | 0    | 7    | 723     | 394     | 15    | Finaliste          | -                   | -                  |
| 2008-09 | Top 14      | Demi-finaliste | 2e                                     | 26   | 92    | 21   | 0    | 5    | 594     | 324     | 8     | Quart de finaliste | -                   | -                  |

### 2009 - 2019
| Saison  | Championnat | Play Off       | Classement | M.J. | Pts. | Vic. | Nuls | Déf. | P.M. | P.E. | Bonus | Coupe d'Europe     | Challenge européen |
| 2009-10 | Top 14      | Demi-finaliste | 4e         | 26   | 74   | 15   | 1    | 10   | 524  | 359  | 12    | Vainqueur          | -                  |
| 2010-11 | Top 14      | Vainqueur      | 1re        | 26   | 82   | 17   | 1    | 8    | 664  | 485  | 12    | Demi-finaliste     | -                  |
| 2011-12 | Top 14      | Vainqueur      | 1re        | 26   | 87   | 19   | 1    | 6    | 629  | 448  | 9     | Quart de finaliste | -                  |
| 2012-13 | Top 14      | Demi-finaliste | 3e         | 26   | 79   | 17   | 0    | 9    | 702  | 501  | 11    | Éliminé en poule   | Quart de finaliste |
| 2013-14 | Top 14      | Barragiste     | 4e         | 26   | 69   | 13   | 2    | 11   | 548  | 442  | 13    | Quart de finaliste | -                  |
| 2014-15 | Top 14      | Demi-finaliste | 3e         | 26   | 70   | 16   | 0    | 10   | 573  | 504  | 6     | Éliminé en poule   | -                  |
| 2015-16 | Top 14      | Barragiste     | 5e         | 26   | 79   | 16   | 2    | 8    | 680  | 393  | 11    | Éliminé en poule   | -                  |
| 2016-17 | Top 14      | Non qualifié   | 12e        | 26   | 53   | 11   | 0    | 15   | 537  | 561  | 9     | Quart de finaliste | -                  |
| 2017-18 | Top 14      | Barragiste     | 3e         | 26   | 74   | 16   | 1    | 9    | 719  | 595  | 8     | -                  | Éliminé en poule   |
| 2018-19 | Top 14      | Vainqueur      | 1re        | 26   | 98   | 21   | 2    | 3    | 820  | 508  | 10    | Demi-finaliste     | -                  |

### Depuis 2019
| Saison  | Championnat | Play Off       | Classement | M.J. | Pts. | Vic. | Nuls | Déf. | P.M. | P.E. | Bonus | Coupe d'Europe | Challenge européen |
| 2019-20 | Top 14      | Non disputé    | 7e         | 17   | 40   | 8    | 1    | 8    | 368  | 331  | 6     | Demi-finaliste | -                  |
| 2020-21 | Top 14      | Vainqueur      | 1re        | 26   | 81   | 17   | 1    | 8    | 767  | 557  | 11    | Vainqueur      | -                  |
| 2021-22 | Top 14      | Demi-finaliste | 4e         | 26   | 71   | 15   | 0    | 11   | 638  | 432  | 11    | Demi-finaliste | -                  |
| 2022-23 | Top 14      | Vainqueur      | 1re        | 26   | 81   | 17   | 1    | 8    | 682  | 474  | 11    | Demi-finaliste | -                  |
| 2023-24 | Top 14      | Vainqueur      | 1re        | 26   | 76   | 16   | 1    | 9    | 765  | 592  | 10    | Vainqueur      | -                  |
| 2024-25 | Top 14      | Vainqueur      | 1re        | 26   | 90   | 18   | 1    | 7    | 891  | 462  | 16    | Demi-finaliste | -                  |